# Meeting international Mohammed-VI 2014
Navigation
Édition précédente Édition suivante
Le Meeting international Mohammed-VI 2014 s'est déroulé le 8 juin 2014 au Marrakech Stadium de Marrakech, au Maroc. Il s'agit de la septième étape du Challenge mondial IAAF.

## Résultats

### Hommes
| Épreuve           | Vainqueur                     | Second                            | Troisième                           |
| ----------------- | ----------------------------- | --------------------------------- | ----------------------------------- |
| 100 m             | Kim Collins 10 s 13           | Femi Ogunode 10 s 14              | Kemar Bailey-Cole 10 s 16 (SB)      |
| 200 m             | Femi Ogunode 20 s 16 (MR)     | Jason Livermore 20 s 28 (SB)      | Mosito Lehata 20 s 44 (SB)          |
| 800 m             | Mohammed Aman 1 min 45 s 58   | Abubaker Kaki 1 min 45 s 61       | Amine El Manaoui 1 min 46 s 27 (PB) |
| 1 500 m           | Sadik Mikhou 3 min 34 s 36    | İlham Tanui Özbilen 3 min 34 s 76 | Yassine Bensghir 3 min 34 s 80      |
| 5 000 m           | Albert Rop 13 min 14 s 45     | Ilias Fifa 13 min 29 s 89 (PB)    | Vincent Rono 13 min 16 s 42 (PB)    |
| 3 000 m steeple   | Clement Kemboi 8 min 18 s 73  | Brahim Taleb 8 min 20 s 20        | Haron Lagat 8 min 22 s 46           |
| Saut en hauteur   | Bohdan Bondarenko 2,39 m (MR) | Ivan Ukhov 2,33 m                 | Mihai Donisan 2,25 m (SB)           |
| Triple saut       | Tosin Oke 16,62 m             | Nelson Évora 16,62 m              | Jonathan Henrique Silva 16,58 m     |
| Lancer du javelot | Dmitriy Tarabin 81,27 m (MR)  | Risto Mätas 79,03 m               | Tanel Laanmäe 78,64 m               |

### Femmes
| Épreuve           | Vainqueur                           | Seconde                            | Troisième                           |
| ----------------- | ----------------------------------- | ---------------------------------- | ----------------------------------- |
| 200 m             | Simone Facey 22 s 70 (MR)           | Aleen Bailey 22 s 89 (SB)          | Crystal Emmanuel 23 s 20 (SB)       |
| 800 m             | Maryna Arzamasava 2 min 0 s 71 (SB) | Molly Beckwith-Ludlow 2 min 0 s 91 | Malika Akkaoui 2 min 1 s 13         |
| 1500 m            | Dawit Seyaum 3 min 59 s 53 (MR)     | Anna Shchagina 4 min 5 s 58 (PB)   | Anna Mishchenko 4 min 6 s 10        |
| 3 000 m           | Hiwot Ayalew 9 min 24 s 11          | Ruth Jebet 9 min 27 s 90 (PB)      | Salima El Ouali Alami 9 min 32 s 23 |
| 100 m haies       | Lolo Jones 12 s 74 (SB)             | Kristi Castlin 12 s 81             | Yvette Lewis 13 s 14                |
| 400 m haies       | Wenda Theron Nel 54 s 82 (PB)       | Tiffany Williams 54 s 82 (SB)      | Hanna Titimets 55 s 49 (SB)         |
| Saut en longueur  | Tianna Bartoletta 6,93 m (WL)       | Funmi Jimoh 6,74 m (SB)            | Olga Kucherenko 6,70 m (SB)         |
| Lancer du poids   | Valerie Adams 19,69 m               | Halyna Obleshchuk 18,82 m          | Anita Márton 18,11 m                |
| Lancer du marteau | Kathrin Klaas 73,30 m               | Sultana Frizell 73,21 m            | Bianca Perie 70,57 m (SB)           |

## Légende
Records et Performances
- AR : Record continental (area record)
- CR : Record des championnats (championship record)
- MR : Record du meeting (meet record)
- NR : Record national (national record)
- OR : Record olympique (olympic record)
- PR : Record paralympique (paralympic record)
- PB : Record personnel (personal best)
- SB : Meilleure performance personnelle de la saison (season's best)
- WL : Meilleure performance mondiale de l'année (world leader)
- WJR : Record du monde junior (world junior record)
- WR : Record du monde (world record)

Circonstances et Conditions
- DNF : N'a pas terminé (did not finish)
- DNS : N'a pas pris le départ (did not start)
- DQ : Disqualification (disqualification)
- NM : Aucun essai valable enregistré (No Mark)
- Q : Qualifié « directement » au prochain tour (ou à la prochaine compétition), lors d'une compétition majeure, grâce au classement ou à la réalisation des minima (automatic qualifier)
- q : Qualifié au prochain tour (ou à la prochaine compétition), lors d'une compétition majeure, grâce au repêchage ou à la réalisation de l'une des meilleures performances parmi celles des « non qualifiés directement » (grâce au meilleur temps ou à la meilleure distance par exemple) (secondary qualifier)